# Procollagene-lisina 5-diossigenasi
La procollagene-lisina 5-diossigenasi (nota comunemente anche con il nome di lisil idrossilasi) è un enzima appartenente alla classe delle ossidoreduttasi, che catalizza la seguente reazione:
procollagene L-lisina + 2-ossoglutarato + O2 ⇄ procollagene 5-idrossi-L-lisina + succinato + CO2
L'enzima catalizza la reazione di idrossilazione (l'aggiunta di un gruppo ossidrilico) di un residuo di lisina formando l'amminoacido modificato idrossilisina.
Questo amminoacido modificato si trova nelle molecole di collagene dove partecipa alla formazione di legami crociati tra le catene alfa del collagene e tra le molecole di tropocollageno nelle fibe di collagene stabilizzando queste molecole.
Per il funzionamento di questo enzima è necessario un atomo di ferro allo stato di ossidazione +2 (Fe2+), ossigeno molecolare e ascorbato (vitamina C).